# Susperia
A Susperia (korábbi nevén Seven Sins) egy norvég thrash/black/groove-metal együttes. Tjodalv alapította, akit jól ismerhetünk a szintén norvég Dimmu Borgir és Old Man's Child zenekarokból is. 1998-ban alakultak meg Baerum-ban. Lemezeiket a Nuclear Blast Records, Tabu Records, Chrome Division illetve Candlelight Records kiadók dobják piacra. Szövegeik témái: belső szenvedés, élet, kapcsolati problémák. Nevüket egy horrorfilmről kapták, amely a "Suspiria" címet viselte, de a névben megváltoztatták az "i" betűt "e" betűre, hogy ne pereljék be őket. (Különlegesség, hogy 1993-tól 1997-ig már működött egy angol gótikus rock/dark wave stílusban játszó együttes is Suspiria néven.)

## Tagok
- Cyrus - gitár (1998-)
- Elvorn - gitár (1998-)
- Memnock - basszusgitár (1998-)
- Tjodalv - dobok (1998-)
- Dagon - éneklés (2015-)

## Stúdióalbumok
- Predominance (2001)
- Vindication (2002)
- Unlimited (2004)
- Cut from Stone (2007)
- Attitude (2009)
- The Lyricist (2018)